# Publicitetsskada
Publicitetsskada är en skada som uppstår i samband med publicering i ett massmedium.
Ofta handlar det om skada som uppstår i samband med en namnpublicering då detaljer publiceras tillsammans med namn och/eller bild, men även i fall där namn inte uppges i samband med publiceringen kan skada uppstå om en person i efterhand kan kopplas ihop med de redan publicerade uppgifterna.

## I Sverige
Den som anser sig ha åsamkats en publicitetsskada ("känner sig personligen kränkt eller på annat sätt orättvist behandlad i en tidningspublicering") kan anmäla en tidningspublicering till Pressens opinionsnämnd.
I Sverige uppmärksammade publicitetsskador har uppstått i samband med medierapporteringen kring mordet på Anna Lindh, häktningen av en misstänkt för förberedelse till terroristbrott i november 2015, 2017 då en man pekades ut som mördare efter en brand i Gårdsten, samt under kampanjen #metoo hösten 2017. I samband med #metoo sade dåvarande pressombudsmannen Ola Sigvardsson att "Svaga belägg och allvarliga konsekvenser för de utpekade. Så skapar man oförsvarliga publicitetsskador."
Även då detaljerade uppgifter får stor spridning är det inte säkert att en ansvarig utgivare fälls för förtal i tryckfrihetsmål, men efter en dom i Högsta domstolen 2012 gällande kvittning av rättegångskostnader, bedömde Expressens chefredaktör Thomas Mattsson att fler medier i framtiden skulle komma att vilja göra upp i godo med den som drabbats.